# Кузнецова, Ольга Владимировна
О́льга Влади́мировна Кузнецо́ва (род. 26 декабря 1972, Москва) — российский экономист и экономический географ, специалист в области региональной экономики и региональной политики, занимается научно-исследовательской и преподавательской деятельностью.

## Биография
В 1995 году с отличием окончила кафедру социально-экономической географии зарубежных стран географического факультета МГУ имени М.В. Ломоносова. Кандидат экономических наук (1997, тема диссертации — «Межбюджетное перераспределение доходов как инструмент государственного регулирования территориального развития в Германии»), доктор экономических наук (2002, тема диссертации — «Федеральное регулирование экономического развития регионов в Российской Федерации»). Профессор по специальности «Региональная экономика» (2013). Профессор РАН (2015).
В 1996-2003 годах работала в Рабочем центре экономических реформ при Правительстве РФ, с 1998 года — начальником отдела региональной экономической политики. В 2003-2005 годах — директор Центра региональных исследований Академии народного хозяйства при Правительстве РФ. В 2005 году перешла на работу в Институт системного анализа Российской академии наук; с 2023 г. работает в Институте народнохозяйственного прогнозирования РАН, заместитель директора по научной работе.
Преподавательской деятельностью занимается с 1995 года, с 2005 года — профессор кафедры экономической и социальной географии России географического факультета МГУ имени М. В. Ломоносова.
В 2015 году в составе коллектива авторов учебника «Россия: социально-экономическая география» получила Премию им. Н. Н. Баранского, вручаемую Ассоциацией российских географов-обществоведов.
Являлась руководителем и участником десятков исследовательских проектов, в том числе международных.
Член Совета по науке и образованию при Президенте Российской Федерации.
Член Комиссии Русского географического общества по территориальной организации и планированию.
Замужем. Муж — доктор географических наук, профессор Дружинин Александр Георгиевич.

## Публикации
Автор более 200 научных публикаций, в том числе:
- Кузнецова О. В. Экономическое развитие регионов: теоретические и практические аспекты государственного регулирования. — М.: Эдиториал УРСС, 2002
- Кузнецова О. В., Кузнецов А. В. Системная диагностика экономики региона. — М.: КомКнига, 2006
- Кузнецова О. В., Кузнецов А. В., Туровский Р. Ф., Четверикова А. С. Инвестиционные стратегии крупного бизнеса и экономика регионов / Под ред. О. В. Кузнецовой. — М.: Издательство ЛКИ, 2007
- Кузнецова О.В. Региональная политика России: 20 лет реформ и новые возможности. – М.: Книжный дом «ЛИБРОКОМ», 2013
- Кузнецова О. В. Основы региональной политики: учебное пособие. — М.: Географический факультет МГУ, 2012.

## Ссылка
- Страница на сайте Института народнохозяйственного прогнозирования РАН